# Иван Икономов (дипломат)
Вижте пояснителната страница за други личности с името Иван Икономов.
Иван Тодоров Икономов е български юрист и дипломат от първите десетилетия на XX век.

## Биография
Роден е в 1881 година в Шумен. Баща му е политикът Тодор Икономов, който по това време е окръжен управител в града.
Завършва право в Париж, Франция.
Иван Икономов е български дипломатически агент в Скопие преди Балканската война.
Управлява българската легация в Унгария от 9 юли 1923 до 6 ноември 1924 година.
След решението за откриване на българско консулство в Албания, предвидено за края на 1924 година, изборът пада на Иван Икономов. От май 1925 до 1928 година е управляващ българската легация в Албания. В първия си рапорт от юни 1925 година очертава, макар и непълно и не съвсем точно, картината на българското население в страната: 27 села с около 5 – 6 хиляди души, които нямат нито едно българско училище или църква. Първата година Икономов действа крайно предпазливо (с одобрение от министерството). Не посещава лично нито едно българско селище (а и през целия си мандат). Застъпва се неофициално пред албанските власти за български учители в българските села, но уверенията им за „пълна готовност“ за съдействие са съпроводени с извинения, че поради „външни влияния“ това не можело да стане веднага. Едва през март 1926 година поставя официално въпроса, по който действа и българското правителство. И през 1925, и през 1926 година българите в Албания молят за „учители българи - родолюбци, които да учат децата им на българско четмо и писмо и да държат буден българския дух“. След приемането на албански закон за малцинствата Икономов неколкократно пише до България с предложение да се потърсят кандидати за учители чрез македонските благотворителни братства, но от МВРИ не се предприемат реални действия.
Умира в 1928 година.